# Браћа Крстић
Браћа Крстић (Петар, Београд, 24. децембар 1899 — Београд, 1991; Бранко, Београд, 15. децембар 1902 — Београд, 1978), били су српски архитекти и универзитетски професори. Стварили су у неколико стилова а посебно су значајне њихови пројекти остварени у Српско-византијском стилу. 

## Биографије
Петар Крстић је дипломирао на Техничком факултету у Београду 1924. године. Био је редовни професор на предмету архитектонске конструкције. Његов млађи брат Бранко, је дипломирао 1927. године на истом факултету, доцент на предмету архитектонско цртање у периоду од 1949 до 1959. године. Обојица су написали уџбенике за своје предмете.
Браћа Крстић су били и професори на Архитектонском факултету Београдског универзитета.
Петар и Бранко Крстић су своју каријеру започели награђеним пројектом за Павиљон Југославије на изложби у Филаделфији 1925. године, а потом и нaграђеним решењем за Светосавски храм 1927. године. Припадали су групи архитеката модерног правца, а њихово заједничко дело обухвата више десетина пројектованих и изведених објеката, међу којима су палата Аграрне банке, црква Св. Марка и Игуманова палата.

## Одабрана дела
- Павиљон краљевине Југославије на светској изложби у Филаделфији (1924-1925);
- Вила Стевке Милићевић у Београду у Ужичкој 54 (1929-1930);
- Стамбена зграда госпође Јелинић у Кумановској 13 (1930-1931) у Београду;
- Палата Аграрне банке (1932-1934) у Београду;
- Храм Светог Марка у Београду (1930-1939).
- Игуманова палата (1938) у Београду.
- Вила Лазића и Митровића у Београду (1931)

## Галерија
- Уџбеник „Архитектонске конструкције“ Петра Крстића
- Храм светог Марка у Београду
- Аграрна банка
- Игуманова палата